# Paula Vicente
Paula Vicente (1519-1576), filha de Gil Vicente e Mecília Rodrigues, foi uma artista portuguesa, e dama da Infanta D. Maria. Era conhecida pela sua erudição e talento musical, tendo sido tangedora e tendo representado nalgumas peças de seu pai. 
Escreveu várias comédias, e editou e organizou uma compilação com o seu irmão, Luís Vicente.

## Vida pessoal
Morreu solteira, e sem deixar descendência. Possuiu duas casas na Rua dos Penosinhos, em Santa Cruz do Castelo, em Lisboa.

## Obras
- Arte de Língua Inglesa e Holandesa para instrução dos seus Naturais[1]